# Мосаприд
Мосаприд (англ. Mosapride, лат. Mosapridum) — лікарський препарат, який за своїм хімічним складом є похідним бензаміду, що застосовується для лікування захворювань травної системи, який є агоністом серотонінових рецепторів та має прокінетичну дію, що застосовується перорально. Мосаприд розроблений японською компанією «Dainippon Sumitomo Pharmaceutical» під торговельною маркою «Гасмотин», та використовується у клінічній практиці з 1999 року. Мосаприд застосовується у клінічній практиці у азійських країнах, деяких країнах Латинської Америки, Україні, Казахстані, Білорусі, натомість у США, країнах Європи та Росії мосаприд не допущений до клінічного застосування.

## Фармакологічні властивості
Мосаприд — синтетичний лікарський засіб, який є похідним бензаміду. Механізм дії препарату полягає у стимуляції серотонінових 5НТ4-рецепторів. Стимуляція серотонінових рецепторів призводить до посилення вивільнення ацетилхоліну із нервових сплетінь стінок органів травної системи, що призводить до посилення скорочення гладеньких м'язів органів травної системи, посилення їх перистальтики та пришвидшення спорожнення шлунку. Мосаприд також стимулює серотонінові 5НТ3-рецептори, які сприяють розслабленню гладеньких м'язів травної системи. На відміну від іншого стимулятора серотонінових рецепторів цизаприду, мосаприд не стимулює моторики товстої кишки, а також не впливає на тривалість інтервалу QT (хоча частина джерел вважає його потенційно небезпечним щодо ймовірності подовження інтервалу QT). Мосаприд не впливає на дофамінові рецептори, а також на α1- та α2-адренорецептори, та на інші види серотонінових рецепторів, та не викликає побічних ефектів, пов'язаних із дією на дофамінові рецептори. У експериментальних умовах доведено, що мосаприд має не лише прокінетичний, а й цитопротекторний, антиоксидантний та протизапальний вплив на стінки органів травної системи. Мосаприд ефективний при застосуванні при ГЕРХ та функціональній диспепсії, а також при діабетичній гастропатії та синдромі подразненого кишечника. Щоправда, згідно частини джерел, мосаприд поступається інгібітору дофамінових рецепторів ітоприду як у ефективності застосування, так і його безпечності.

### Фармакокінетика
Мосаприд швидко всмоктується після перорального застосування, біодоступність препарату не встановлена. Максимальна концентрація препарату в крові досягається протягом 48 хвилин. Мосаприд майже повністю (на 99 %) зв'язується з білками плазми крові. Препарат проходить через плацентарний бар'єр та у незначній кількості виділяється в грудне молоко. Метаболізується мосаприд у печінці із утворенням метаболітів із незначною клінічною активністю. Виділяється мосаприд із організму переважно із сечею у вигляді метаболітів, частково виводиться з калом. Період напіввиведення препарату становить 2 години.

## Показання до застосування
Мосаприд застосовується при диспептичних явищах при хронічному гастриті, а також при гастроезофагеальній рефлюксній хворобі.

## Побічна дія
При застосуванні мосаприду найчастішими побічними ефектами є біль у животі, сухість у роті та діарея; рідше при його застосуванні спостерігаються загальна слабість, тахікардія, головокружіння, порушення свідомості, еозинофілія, підвищення рівня тригліцеридів та активності печінкових ферментів у крові.

## Протипокази
Мосаприд протипоказаний при підвищеній чутливості до препарату, механічній кишковій непрохідності, перфорації стінки шлунку або кишечника, шлунково-кишкових кровотечах. Препарат не рекомендований при вагітності та годуванні грудьми, а також у дитячому віці.

## Форми випуску
Мосаприд випускається у вигляді таблеток по 0,025 та 0,005 г. Мосаприд випускається також у комбінації з тримебутином під торговельною маркою «Коліксане Прокін».